# Гліннік (Люблінське воєводство)
Гліннік (пол. Glinnik) — село на сході Польщі, у гміні Абрамів Любартівського повіту Люблінського воєводства.
Населення — 433 особи (2011).
Розташоване на відстані 23 км від Любартова, і 31 км від Любліна, та 4 км на захід від Абрамува.

## Демографія
Демографічна структура станом на 31 березня 2011 року:
|          | Загалом | Допрацездатний вік | Працездатний вік | Постпрацездатний вік |
| -------- | ------- | ------------------ | ---------------- | -------------------- |
| Чоловіки | 219     | 46                 | 140              | 33                   |
| Жінки    | 214     | 46                 | 109              | 59                   |
| Разом    | 433     | 92                 | 249              | 92                   |